# La Maroma (San Luis)
La Maroma es una pequeña localidad del departamento Gobernador Dupuy, en el sur de la provincia de San Luis, Argentina.
Se accede a través de la Ruta Nacional 188. Se ubica sobre las vías del Ferrocarril Sarmiento.

## Población
Cuenta con 14 habitantes (Indec, 2010), lo que representa un descenso del 56% frente a los 32 habitantes (Indec, 2001) del censo anterior.